# Shahin Imranov
Shahin Imranov est un boxeur azerbaïdjanais né le 23 septembre 1980 à Sumqayit.

## Carrière
Aux Jeux olympiques d'été de 2008, il combat dans la catégorie des poids plumes et remporte la médaille de bronze après avoir abandonné en demi-finale. En 2004, il avait été éliminé au deuxième tour des Jeux olympiques d'Athènes. Il a par ailleurs obtenu deux médailles d'argent aux championnats d'Europe en 2002 et 2006.

## Référence
1. ↑  (en) Résultats des Jeux olympiques 2008 (amateur-boxing.strefa.pl)